# 恒都集團
恒都集團有限公司，簡稱恒都集團（英語：PERENNIAL INTERNATIONAL LIMITED，港交所：0725），於1989年由孟振雄（行政總裁）和顧迪安（主席）創立，名為「恒都電線（香港）有限公司」。
而主要業務在全球製造及銷售電源線、電源線組合、導線、組合線束及塑膠皮料。股份則在1996年12月30日於港交所主板上市，而總部位於香港九龍尖沙咀科學館道1號康宏廣場南座20樓2002-2006室。

## 連結
- Equitynet.com.hk/0725
- PerennialCable.com （页面存档备份，存于）